# Dalmatinska nogometna liga – Južna skupina 1990./91.
Dalmatinska nogometna liga – Južna skupina (također i kao Dalmatinska nogometna liga – Jug) je bila jedna od tri skupine Dalmatinske nogometne lige u sezoni 1990./91., petog stupnja nogometnog prvenstva Jugoslavije. 
 
Sudjelovalo je 12 klubova, a prvak je bio "Gusar" iz Komina. 

## Ljestvica
| mj. | klub                   | ut. | pob. | ner. | por. | gol+ | gol- | bod |
| --- | ---------------------- | --- | ---- | ---- | ---- | ---- | ---- | --- |
| 1.  | Gusar Komin            | 21  | 12   | 7    | 2    | 52   | 14   | 31  |
| 2.  | Sokol Dubravka         | 21  | 13   | 5    | 3    | 34   | 20   | 31  |
| 3.  | Konavljanin Čilipi     | 20  | 12   | 3    | 5    | 41   | 15   | 27  |
| 4.  | Maestral Krvavac       | 20  | 8    | 6    | 6    | 41   | 35   | 22  |
| 5.  | Metković               | 21  | 8    | 4    | 9    | 36   | 26   | 20  |
| 6.  | Zmaj Blato             | 20  | 7    | 6    | 7    | 32   | 32   | 20  |
| 7.  | Cavtat                 | 20  | 7    | 5    | 8    | 19   | 23   | 19  |
| 8.  | Hajduk Vela Luka       | 20  | 7    | 4    | 9    | 29   | 35   | 18  |
| 9.  | SOŠK Ston              | 21  | 6    | 5    | 10   | 27   | 45   | 17  |
| 10. | Velebit Močići         | 21  | 5    | 6    | 10   | 27   | 24   | 16  |
| 11. | Župa dubrovačka Čibača | 20  | 4    | 4    | 12   | 19   | 55   | 12  |
| 12. | Mladost Trn            | 11  | 1    | 1    | 9    | 7    | 30   | 3   |

- ljestvica bez rezultata tri utakmice
- "Mladost" iz Trna odustala nakon zimske pauze

## Rezultatska križaljka
| kratica | klub                   | CAV | GUS | HAJ | KON | MAE | MET | SOK | SOŠK | VEL | ZMAJ | ŽUD | MLA |
| --- | ---------------------- | --- | --- | --- | --- | --- | --- | --- | ---- | --- | ---- | --- | --- |
| CAV | Cavtat                 |     |     |     |     |     |     |     |      |     | 2:0  | 3:1 |     |
| GUS | Gusar Komin            |     |     |     |     |     |     |     |      | 4:0 |      |     |     |
| HAJ | Hajduk Vela Luka       |     |     |     |     |     |     |     | 3:1  |     |      |     |     |
| KON | Konavljanin Čilipi     |     | 0:0 |     |     |     |     |     |      |     |      | 5:0 |     |
| MAE | Maestral Krvavac       |     |     |     |     |     | 2:1 |     | 5:1  |     |      |     |     |
| MET | Metković               | 1:0 |     |     |     |     |     | 0:1 |      |     |      |     |     |
| SOK | Sokol Dubravka         |     |     |     |     |     |     |     |      |     | 3:1  |     |     |
| SOŠK | SOŠK Ston              | 2:1 |     |     | 0:1 |     |     |     |      |     |      |     |     |
| VEL | Velebit Močići         |     |     |     |     | 6:1 |     |     |      |     |      |     |     |
| ZMAJ | Zmaj Blato             |     |     | 2:2 |     |     |     |     |      |     |      |     |     |
| ŽUD | Župa dubrovačka Čibača |     |     |     |     |     |     |     |      |     |      |     |     |
| MLA | Mladost Trn            |     |     |     |     |     |     |     |      |     |      |     |     |
| |                        |     |     |     |     |     |     |     |      |     |      |     |     |
| podebljan rezultat - utakmice od 1. do 11. kola (1. utakmica između klubova) rezultat normalne debljine - utakmice od 12. do 22. kola (2. utakmica između klubova) rezultat nakošen - nije vidljiv redoslijed odigravanja međusobnih utakmica iz dostupnih izvora rezultat nakošen i smanjen * - iz dostupnih izvora nije uočljiv domaćin susreta prekrižen rezultat - poništena ili brisana utakmica p - utakmica prekinuta 3:0 p.f. / 0:3 p.f. - rezultat 3:0 bez borbe (_:_ 11 m) - rezultat u raspucavanju jedanaesteraca u slučaju neriješenog rezultata |                        |     |     |     |     |     |     |     |      |     |      |     |     |

 Izvori: 

## Unutarnje poveznice
- Dalmatinska liga – Srednja skupina 1990./91.
- Dalmatinska liga – Sjeverna skupina 1990./91.
- Hrvatska liga – Jug 1990./91.